# やっさだるマン (映画)
『やっさだるマン』は、2018年4月21日公開の日本映画である。本作は広島県三原市を舞台としたオリジナル作品で、2017年の「三原城築城450年」を記念して「オール三原ロケ」で製作されたご当地映画。やっさだるマンとは三原市の公式マスコットキャラクターである。

## あらすじ
それは、ゆるキャラグランプリが終了した日からこの物語が始まる。やっさだるマン課に戻ってきた、里美(須藤真麻)と肇(佐藤永典)。ゆるキャラグランプリの結果を尋ねられ、答えたものの、その結果は２３６位！そのことは町中に広がり、肇はこういわれた…「やっさだるマン！ゆるキャラというか妖怪。」「この２３６位やろう。」と…
けれど、肇は「やっさだるマンが…」といい訳をし、ちっとも聞こうとしなかった。
　そんな中、ある日やっさだるマン課に優那(竹達彩奈)が来た。その優那に肇は一目惚れ?する。そしてある目標を手渡される。それは…『ゆるキャラグランプリで１０位以内を目指す』という目標だった。一度は肇あきれたが、優那にいいところを見せたいばかりに「やってみましょう」と答えてしまい、どうしたらいいのか分からないいいまま物語は続行する。
　一体どうやって１０位以内に,肇はしようとしているのか！そのプロジェクトは成功するのか！みんなで一致団結して頑張る姿に注目です！

## キャスト
- 如月肇 - 佐藤永典
- 赤畑里美 - 須藤茉麻
- 礒合優那 - 竹達彩奈
- 向井さん - 宮川一朗太
- 三村課長 - 清水美沙
- マスター - 目黒祐樹
- 如月好美 - 野々村俊恵
- 如月達也 - 阪井健太郎
- おじさん・吾郎 - ほりかわひろき
- 日野 - 近野誠一郎
- 真田 - 参川剛史
- 三井 - 白石理央
- 木内 - 粕谷大介